# Ringo (álbum de Massacre)
Ringo es el séptimo álbum de estudio de la banda argentina Massacre, editado en el 2011. El título del disco es un homenaje a la leyenda del boxeo argentino Ringo Bonavena.
Con producción de Alejandro Vázquez, el disco fue registrado en los estudios El Pie, Tónica y El quincho entre marzo y junio de 2011.

## Lista de canciones
Todas las canciones fueron escritas por Guillermo Cidade y Pablo Mondello, excepto donde indica lo contrario.

| N.º | Título                        | Música                          | Duración |  |
| 1.  | «La web del siglo»            |                                 | 4:21     |  |
| 2.  | «Tanto amor»                  |                                 | 2:47     |  |
| 3.  | «Tengo captura»               | Cidade, Mondello, Luciano Facio | 3:55     |  |
| 4.  | «Celebrity»                   |                                 | 3:47     |  |
| 5.  | «Luna elástica»               |                                 | 4:04     |  |
| 6.  | «La virgen del knock out»     |                                 | 3:29     |  |
| 7.  | «El deseo»                    |                                 | 5:03     |  |
| 8.  | «Muerte al faraón»            |                                 | 4:43     |  |
| 9.  | «No pruebo nada»              |                                 | 4:14     |  |
| 10. | «El Robot vs la Momia Azteca» |                                 | 4:02     |  |
| 11. | «Lo mío no es tan grave»      |                                 | 6:03     |  |

## Cortes de difusión
- Tanto amor
- Tengo captura
- El deseo